# Joanna Brodzik
Joanna Honorata Brodzik (ur. 11 stycznia 1973 w Krośnie Odrzańskim) – polska aktorka, znana z seriali Graczykowie, Kasia i Tomek, Magda M. oraz Dom nad rozlewiskiem i jego kontynuacjach.

## Życiorys
Jest absolwentką Szkoły Podstawowej nr 3 w Lubsku i VII Liceum Ogólnokształcącego w Zielonej Górze. W 1996 ukończyła warszawską PWST.
W 1998 została laureatką konkursu „Z Cinema do Cannes”. W 2003 otrzymała nagrodę dla najlepszej aktorki komediowej na IV Festiwalu Dobrego Humoru w Trójmieście, nagrodę Trendy Elle dla najbardziej stylowej gwiazdy filmowej oraz Różę Gali w kategorii „Piękni dziś”. Za główną rolę żeńską w serialu Kasia i Tomek otrzymała w 2004 Wiktora dla najlepszej aktorki. W 2005 zagrała w teledysku do piosenki Krzysztofa Kiljańskiego z Kayah „Prócz ciebie, nic”.
W 2006 odcisnęła dłoń na Bursztynowej Promenadzie Gwiazd podczas Festiwalu Gwiazd w Gdańsku. W 2007 została nagrodzona Telekamerą dla najlepszej aktorki, poza tym otrzymała tytuł „Najpiękniejsza 2006” (przyznany przez dwutygodnik „Viva!”) i „Kobieta roku Glamour 2006” (przyznany przez miesięcznik „Glamour”). Została uznana za najlepszą aktorkę w serialu obyczajowym (rola Magdy Miłowicz w serialu Magda M.) i najlepszą aktorkę w filmie fabularnym (rola Sygity w filmie Jasne błękitne okna) na Cieszyńskim Festiwalu Filmowym w 2007. Jej rola w Jasnych błękitnych oknach została doceniona również za granicą, otrzymała za nią nagrodę dla najlepszej aktorki (ex aequo z Beatą Kawką) na Międzynarodowym Festiwalu Filmowym w Madrycie. Za główną rolę w serialu Miłość nad rozlewiskiem była nominowana do Telekamer 2010 dla najlepszej aktorki.
Prowadziła program kulinarny Apetyt na miłość (2002) w Polsacie, cykl Ona, czyli ja dla TVN Style (2005), autorski program Dookoła siebie dla TVP2 (2006–2007) i program kulinarny Brodzik od kuchni (2010) w TVP1.

## Życie prywatne
Była związana z Bartłomiejem Świderskim. Od 2003 jej życiowym partnerem jest Paweł Wilczak, którego poznała na planie serialu Kasia i Tomek. Mają synów-bliźniaków, Jana i Franciszka (ur. 2008).

## Filmografia
| Rok       | Tytuł                            | Rola                              | Reżyseria                               | Uwagi |
| --------- | -------------------------------- | --------------------------------- | --------------------------------------- | --- |
| 1996      | Dzień wielkiej ryby              | Irena                             | Andrzej Barański                        | |
| 1996      | Dzieci i ryby                    | Supermodelka                      | Jacek Bromski                           | |
| 1998–1999 | Klan                             | Renata Grajewska                  | Paweł Karpiński                         | |
| 1998      | Gabinet terapii ogólnej          | Kobieta z kompleksami             |                                         | |
| 1998      | Złoto dezerterów                 | Lena                              | Janusz Majewski                         | występuje jedynie w wersji video |
| 1998      | Gwiezdny pirat                   | Studentka                         | Jerzy Łukasiewicz                       | odc. 6, 7 pt. Na ratunek i Ostatnia tajemnica |
| 1999–2001 | Graczykowie                      | Malinka Graczyk                   | Krzysztof Jaroszyński, Ryszard Zatorski | |
| 1999      | Ogniem i mieczem                 | Panna młoda                       |                                         | |
| 2000      | Ogniem i mieczem                 | Panna młoda                       | Jerzy Hoffman                           | serial TV |
| 2000      | Córka konsula                    | Grażyna                           |                                         | |
| 2000      | Świat według Kiepskich           | Grażynka                          | Okił Khamidow                           | odc. 72 pt. Ferdynator |
| 2000      | Świat według Kiepskich           | Lekarka                           | Okił Khamidow                           | odc. 41 pt. Experyment sen |
| 2001      | Więzy krwi                       | Ewa Kocharska                     | Marek Nowicki                           | |
| 2001      | Robin Hood                       | Lady Marion, lisica               |                                         | film z roku 1973, głosy |
| 2001–2002 | Graczykowie, czyli Buła i spóła  | Malinka, córka Graczyków          | Krzysztof Jaroszyński                   | |
| 2002      | Pianista                         | Kobieta postrzelona w głowę       | Roman Polański                          | |
| 2002      | Break Point                      |                                   |                                         | |
| 2002      | Świat według Kiepskich           | Katiusza Kałasznikow              | Okił Khamidow                           | odc. 121 pt. Towariszcz komandir |
| 2002      | Świat według Kiepskich           | Pamela Kovalski                   | Okił Khamidow                           | odc. 131 pt. Wata Mariana |
| 2002–2003 | Kasia i Tomek                    | Kasia                             | Jurek Bogajewicz                        | Nagroda dla najlepszej aktorki na Festiwalu Dobrego Humoru w Gdańsku Wiktor 2003 dla najpopularniejszego aktora telewizyjnego                                                         |
| 2004      | Garfield                         | Dr Liz Wilson                     |                                         | głos |
| 2004      | Nigdy w życiu!                   | Ula                               | Ryszard Zatorski                        | |
| 2005      | Siedem grzechów popcooltury      | Urzędniczka                       |                                         | |
| 2005      | 1409. Afera na zamku Bartenstein | Jagiętka                          | Rafał Buks                              | |
| 2005–2007 | Magda M.                         | Magda Miłowicz                    | Jacek Borcuch                           | 3. miejsce – Telekamera „Tele Tygodnia” 2006 dla najlepszej aktorki Telekamera „Tele Tygodnia” 2007 dla najlepszej aktorki Złota Podkowa dla najlepszej aktorki w serialu obyczajowym |
| 2006      | Garfield 2                       | Dr Liz Wilson                     | Tim Hill                                | głos |
| 2006      | Eragon                           | Saphira                           |                                         | głos |
| 2006      | Artur i Minimki                  | Księżniczka Selenia               | Luc Besson                              | głos |
| 2006      | Jasne błękitne okna              | Sygita                            | Stefen Fangmeier                        | Złota Podkowa dla najlepszej aktorki w filmie fabularnym Nagroda aktorska na Międzynarodowym Festiwalu Filmowym w Madrycie                                                            |
| 2007      | Magda M. 20 lat później          | Brat Magdy M.                     |                                         | miniserial |
| 2009      | Dom nad rozlewiskiem             | Małgorzata Jantar                 | Adek Drabiński                          | 2. miejsce – Telekamera „Tele Tygodnia” 2010 dla najlepszej aktorki |
| 2010      | Miłość nad rozlewiskiem          | Małgorzata Jantar                 | Adek Drabiński                          | kontynuacja serialu Dom nad rozlewiskiem |
| 2011      | Życie nad rozlewiskiem           | Małgorzata Jantar                 | Adek Drabiński                          | kontynuacja serialu Miłość nad rozlewiskiem |
| 2012–2013 | Nad rozlewiskiem                 | Małgorzata Jantar                 | Adek Drabiński                          | kontynuacja serialu Życie nad rozlewiskiem |
| 2014–2015 | Cisza nad rozlewiskiem           | Małgorzata Jantar                 | Adek Drabiński                          | kontynuacja serialu Nad rozlewiskiem |
| 2015      | Nie rób scen                     | Anka                              | Łukasz Palkowski                        | |
| 2018      | Pensjonat nad rozlewiskiem       | Małgorzata Jantar                 | Adek Drabiński                          | kontynuacja serialu Cisza nad rozlewiskiem |
| 2021      | Misja                            | redaktor Eliza Kiełbasa-Krakowska | Jan Jurkowski                           | odc. 1 pt. Pierwszy kontakt |
| 2021      | Misja                            | konsultantka Dominika Namolna     | Jan Jurkowski                           | odc. 6 pt. U-rodziny |
| 2021      | Misja                            | pani z urzędu patentowego         | Jan Jurkowski                           | odc. 10 pt. Drzewko tlenowe |
| 2021      | Receptura                        | Aneta Żakowska                    | Tomasz Szafrański                       | |

## Reklama
- Reklama pasty do zębów Blend-a-med (2003)[4]
- Ambasadorka marki Suzuki Swift (2008)[9]
- Ambasadorka marki OLAY Procter & Gamble
- Reklama perfum Josephine
- Reklama wody „Górska Natura” PepsiCo[10]
- Reklamy Cyfrowego Polsatu (2014–2020)
- Reklama szamponu do włosów „Garnier” (2016)

## Miejsce na liście najcenniejszych gwiazd polskiego show-biznesu „Forbes”
- 2006 – miejsce 2.[11]
- 2007 – miejsce 23.[12]
- 2008 – miejsce 41.[12]
- 2009 – miejsce 22.
- 2010 – miejsce 36. (431 000 zł wycena reklamodawców)[13]
- 2011 – miejsce 91. (259 500 zł)
- 2012 – miejsce 82.[14]
- 2013 – miejsce 63.[14]
- 2014 – miejsce 88.[15]